# コメディNo.1
コメディNo.1（コメディナンバーワン）は、かつて存在した日本の漫才コンビである。1967年から2009年まで活動した。所属事務所は全期間を通じ、吉本興業大阪本部。略称は「コメワン」。コンビ名は吉本新喜劇の作家檀上茂が命名した。

## メンバー
詳細は各項目を参照。
- 坂田 利夫（さかた としお）
  - 本名：地神 利夫（じがみ としお）
  - 生年月日：1941年10月7日
  - 没年月日：2023年12月29日（82歳没）
  - 出身地：大阪府大阪市
  - 死没地：大阪府大阪市
  - 通称：「アホの坂田」。同名の楽曲『アホの坂田』をリリースするに至った。
- 前田 五郎（まえだ ごろう）
  - 本名：前田 邦弘（まえだ くにひろ）
  - 生年月日：1942年4月8日
  - 没年月日：2021年10月17日（79歳没）
  - 出身地：大阪府大阪市
  - 死没地：大阪府大阪市

## コンビ略歴
ふたりは吉本新喜劇の座員だった。同じく新喜劇出身で、漫才で成功した西川きよしから「漫才はもうかるでえ」と転身を勧められ、コンビ結成。ラジオの深夜放送『ヒットでヒット バチョンといこう!』（ラジオ大阪）の土曜日を担当し、同番組の全曜日通じての最高聴取率を記録するほどの人気を獲得したほか、関西テレビ『爆笑寄席』での、体を張ったコントで評判を取った。
放送メディアでは特に坂田ピンの活動が多くなり、コンビとしての活動は、なんばグランド花月などの舞台中心となった。また2人はプライベートではほとんど付き合いがなかった。コンビ仲が悪い漫才コンビの代表的存在とされる。
前田が2009年4月3日に起きた中田カウスへの脅迫状送付事件に関与していたと一部で報道されたため、「世間を騒がせた」という理由で同年5月25日よりタレント活動を休養。同年7月21日、吉本興業は前田が大阪府警南警察署より参考人として任意の事情聴取を受けたことを明かし、あわせて同年8月31日をもってコメディNo.1の解散を発表した。その後、前田は吉本興業を解雇された。
2021年10月17日、前田が79歳で死去した。前田の訃報は同年11月4日に公表された。その後、坂田はピンで活動していたが、最晩年は出演機会は少なくなっていた。2023年12月29日、坂田も82歳で死去した。

### 受賞歴
- 1970年 第5回上方漫才大賞 新人賞
- 1971年 第1回NHK上方漫才コンテスト 最優秀話術賞
- 1972年 第1回上方お笑い大賞 金賞
- 1979年 第14回上方漫才大賞 大賞

## 過去の出演番組
ピンでの出演は各人の項目参照。
ラジオ
- ヒットでヒット バチョンといこう! 土曜日（ラジオ大阪、1970年 - 1973年）

テレビバラエティ
- 爆笑寄席 → 爆笑家族（関西テレビ、1969年 - 1976年）
- あっちこっち丁稚（ABCテレビ、1975年 - 1983年）
- エンジェルツアーハッピークイズ（tssテレビ新広島、1988年 - 2000年）
- ナイトモーニン（関西テレビ、1990年）
- 以下は不定期出演
  - オールスター感謝祭（TBSテレビ）
  - 笑点（日本テレビ）
  - バラエティー生活笑百科（NHK総合テレビ）

テレビドラマ
- 服部半蔵 影の軍団 第12話「夜の蜘蛛は親でも殺せ」、第13話「真夜中の美女」（関西テレビ、1980年） - 瓦版売り 役

テレビCM
- 天遊（1974年）
- 大塩するめ(1970年代〜1980年代)